# Tod und Teufel (Peter Nestler)
Tod und Teufel ist ein Dokumentarfilm in Schwarzweiß und Farbe aus Deutschland von Regisseur Peter Nestler aus dem Jahr 2009. Der Film wurde am im Filmmuseum München uraufgeführt. Die TV-Erstausstrahlung erfolgte auf 3sat am 22. September 2009. Der Film dokumentiert das Leben von Eric von Rosen, dem Großvater des Regisseurs, und thematisiert den Rassismus der Kolonialzeit und den aufkommenden Nationalsozialismus in Deutschland in den 1930er Jahren.

## Inhalt
Gleich zu Beginn des Films hält Peter Nestler fest: „Über diesen Großvater wollte ich früher nie einen Film machen, sein Weg entlang des Abgrunds war mir unheimlich, aber die Fragen blieben und wurden deutlicher. Jetzt suche ich die Antworten.“
Der Großvater Peter Nestlers, Eric von Rosen, lebte von 1879 bis 1948, war schwedischer Aristokrat, Forschungsreisender, Ethnologe, Jäger und Nationalsozialist. Es geht jedoch in diesem Film nicht vorrangig um das Naheverhältnis von Eric von Rosen zum nationalsozialistischen Deutschland, sondern um die Südamerika-, Afrika- und Lapplandexkursionen seines Großvaters, anhand derer über Rassismus und Kolonialismus aber auch über die Person des Großvaters räsoniert wird. Im Vordergrund steht die Frage, welche Entwicklungen zum Holocaust geführt haben. 
Nestler stehen die Tagebücher, Notizen und Fotos, ja sogar Filme seines Großvaters zur Verfügung, um ihn zu porträtieren. Nur einmal setzt er eigene Aufnahmen dazu, die er im Ethnographischen Museum Stockholm gedreht hat. Verschiedene Sprecher nehmen unterschiedliche Erzählperspektiven ein: jene des Enkels Peter Nestler, von Eric von Rosen, des Biologen Robert Fries und einer Museumsangestellten. Mit einer derartigen Montagetechnik gelingt es Nestler ein vielschichtiges Bild seines Großvaters zu zeichnen.  
Der Film besteht aus fünf großen Teilen: (1) einer allgemeinen Einführung zur Person des Grafen Eric von Rosen; (2) die erste Forschungsreise nach Südamerika; (3) die Jagdleidenschaft seines Großvaters; (4) die Expedition nach Afrika; (5) seine Unterstützung der Truppen von Carl Gustav von Mannerheim und 6) die Verstrickung von Erik von Rosen in den Nationalsozialismus, insbesondere in der ersten Hälfte der 1930er Jahre.  
Anhand der Bilder und Tagebücher der Forschungsexpeditionen legt Nestler die Verwüstungen dar, welcher der europäische Kolonialismus angerichtet hat. Rasch wird klar, wie sehr die Ethnologie dieser Zeit der Rassenbiologie und dem Rassismus verbunden war. Von Rosen nimmt biometrische Messungen an Indianern vor, der Leiter der ersten Expedition gräbt im Auftrag von forschenden Rassenbiologen die Mumien begrabener Indios genauso bedenkenlos aus wie Fossilien im Sandstein des Gran Chaco. Doch auch ein anderer Rosen wird sichtbar: ein selbsternannter und nichtsdestotrotz begeisterter Ethnograph, der mit Hingabe das Volk der Batwa studiert und tausende Ethnografika sammelt, den Hunger seiner Träger und die weitverbreitete Schlafkrankheit beschreibt und zu bekämpfen versucht, oder letztendlich in einer Art inneren Abkehr vom Nationalsozialismus die Geschenke seines Schwagers Hermann Göring im Garten seines Schlosses verbrennt. Auch wird der Naturverbundenheit und seiner Leidenschaft als Jäger breiter Raum eingeräumt.  
Eng bleibt Nestler an den Fundstücken aus den Archiven seines Großvaters und lässt die handelnden Personen selbst sprechen. Nur an wenigen Stellen wird der Film spekulativ, wenn etwa Nestler mutmaßt, dass von Rosen ja über die Gräueltaten in Belgisch Kongo gewusst haben musste.  

## Hintergrund
In einem Interview hält Peter Nestler fest, dass er schon sehr früh am Dachboden von Schloss Rockelstadt, dem ehemaligen Wohnsitz seines Großvaters, Kisten mit Bildern aus dem Finnischen Bürgerkrieg gefunden hatte, die ihn fasziniert hatten. Sein Großvater sei ein ausgezeichneter Fotograf gewesen, die Fotos von der Bärenjagd und den Indianern seien fantastisch gewesen. Und da war auch noch sein Engagement in den frühen 1930er Jahren für den Nationalsozialismus gewesen. Dies wäre eine Geschichte, die er gerne erzählen wolle, aber andererseits wäre diese Geschichte eine zutiefst persönliche. Deshalb habe er den Gedanken zunächst wieder verworfen. Erst nach dem Lesen mehrerer Texte seines Großvaters, wurde ihm klar, dass dies ein fantastischer Film werden könne und er begann ihn in Angriff zu nehmen. Dabei hätte er zur Gänze auf das vorliegende, ausgezeichnete Material zurückgreifen können.   

## Rezeption
Der Blog L'emergere del possibile verweist auf die doppelte Funktion des Filmes: einerseits als ein Kommentar zur Ethnographie des 19. und 20. Jahrhunderts vor dem Hintergrund von Rassismus und Antisemitismus, anderseits als eine Auseinandersetzung mit der eigenen Familiengeschichte, in dem mit den Mitteln des Films die Person des Großvaters neu erschaffen wird.
Die Ankündigung der Viennale zum Film weist auf das Interesse des Autors an Fragen der Entstehung des Rassismus in Europa und der Mitschuld am Holocaust hin.
Senscritique interpretiert den Filmtitel als das Spannungsverhältnis von Eric Rosen zwischen seiner Passion für den Tod (die Jagd) und dem Teufel (Hermann Göring), mit dem von Rosen nicht nur verwandtschaftlich, sondern auch ideologisch verbunden war.
Tod und Teufel ist aktuell in einer DVD mit dem Gesamtwerk Peter Nestlers zugänglich.